# Roger Voisin
Roger Louis Voisin, né le 26 juin 1918 à Angers et mort le 13 février 2008 à Boston, est un trompettiste classique américain d'origine française. En 1959, le New York Times l'a désigné comme "l'un des trompettistes les plus connus dans ce pays."

## Biographie
Roger Voisin est né en France, dans un milieu familial bercé par la musique. Son père, René Voisin, était un grand trompettiste membre de l'orchestre symphonique de Boston. Roger est formé par son père à jouer de la trompette.
En 1928, Roger Voisin débarque aux États-Unis avec son père qui rejoint l'orchestre symphonique de Boston sous la direction de Pierre Monteux puis de Serge Koussevitzky. Roger prend des cours de trompette avec deux musiciens trompettistes français, membres de l'orchestre symphonique de Boston, la deuxième trompette Marcel Lafosse (1895-1969) et la première trompette Georges Mager (1885-1950), ainsi que des cours de solfège avec le contrebassiste français Gaston Dufresne.
En 1935, à l'âge de 17 ans, Roger rejoint à son tour l'orchestre philharmonique de Boston et en devient le plus jeune musicien. Il sera membre de cet orchestre jusqu'en 1973.
Entretemps, il deviendra également joueur soliste et exercera ses talents dans l'orchestre des Boston Pops.
Après la Seconde Guerre mondiale, durant laquelle il fut mobilisé dans la Marine, il interprétera des œuvres d'Alexandre Aroutiounian et de Leroy Anderson. Il devient première trompette en 1949 en remplacement de son ancien professeur Georges Mager. Il joue alors sous la direction de l'Alsacien Charles Munch qui dirigera l'orchestre de Boston de 1949 à 1962.
Roger Voisin a participé à de nombreux enregistrements discographiques sur des compositions classiques de Jean-Sébastien Bach, Béla Bartok, Aaron Copland, Joseph Haydn, Georg Philipp Telemann ou Antonio Vivaldi.
En 1975, il devient professeur titulaire à l'Université de Boston, où il enseigne la trompette. Il est nommé président du département des instruments à vent et à percussion ainsi que de la harpe, poste qu'il gardera jusqu'à sa retraite en 1999. En 1989, Roger Voisin fait don de sa bibliothèque musicale personnelle à l'Université de Boston, où elle est archivée dans la Bibliothèque Mugar dans le rayon "Collections Musiques spéciales".
Roger Voisin a reçu un doctorat honorifique au Conservatoire de la Nouvelle-Angleterre en 1991, avec le trompettiste de jazz Dizzy Gillespie.
Roger Voisin a siégé dans le jury du Concours de trompette Maurice-André depuis 1988.

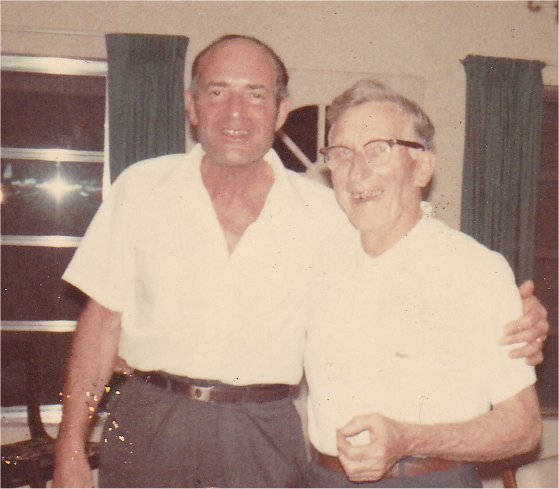
Roger Voisin et Gaston Dufresne en 1974.